# Papiro Nash

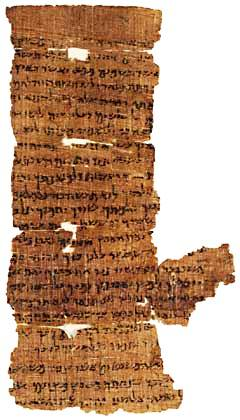
Um dos fragmentos do Papiro Nash contendo trechos dos Dez Mandamentos e do Shemá Israel

O Papiro Nash é uma coleção de quatro fragmentos de papiro adquirido no Egito em 1898 por W.L. Nash, o secretário da Sociedade de Arqueologia Bíblica de Londres. Ele apresentou-os à biblioteca da Universidade de Cambridge. Eles compreendem uma única folha e não fazem parte de um pergaminho. O papiro é de proveniência desconhecida, embora supostamente da cidade egípcia de Faium. O texto foi primeiramente descrita por Stanley A. Cook, em 1903. Embora datado por Cook como do Século II d.C, reavaliações posteriores levaram à data dos fragmentos por volta para cerca de 150-100 a.C. O papiro foi de longe o fragmento mais antigo manuscrito hebraico conhecido na época, antes da descoberta dos Manuscritos do Mar Morto, em 1947.